# The End of the World (альбом Джули Лондон)
The End of the World — студийный альбом американской певицы Джули Лондон, выпущенный в 1963 году на лейбле Liberty Records. Продюсером альбома выступил Снафф Гарретт, аранжировщиком — Эрни Фриман.
Впервые за шесть лет Лондон вернулась в чарт Billboard 200, где новый альбом достиг 127-го места.

## Отзывы критиков
Брюс Эдер в своей рецензии для AllMusic заявил, что это достаточно приятный альбом. Но, по его мнению, Лондон прилагает слишком много усилий — при поддержке аранжировщика Эрни Фримена и продюсера Снаффа Гарретта — чтобы воссоздать настроение «Cry Me a River» на заглавном треке, и это он посчитал ошибкой, поскольку это просто кажется «бледной имитацией». Остальное, как он считает, интереснее, но больше из-за аранжировок, чем из-за голоса Лондон.

## Список композиций
| №  | Название                           | Автор(ы)                         | Длительность |
| -- | ---------------------------------- | -------------------------------- | ------------ |
| 1. | «The End of the World»             | Сильвия Ди, Артур Кент           | 2:47         |
| 2. | «I Wanna Be Around»                | Джонни Мерсер, Сэйди Виммерстадт | 2:00         |
| 3. | «Call Me Irresponsible»            | Сэмми Кан, Джимми Ван Хьюзен     | 2:48         |
| 4. | «Our Day Will Come»                | Морт Гаррисон, Боб Хиллиард      | 2:22         |
| 5. | «I Left My Heart in San Francisco» | Джордж Кори, Дуглас Кросс        | 2:48         |
| 6. | «Fly Me to the Moon»               | Барт Говард                      | 2:34         |

| №                   | Название                            | Автор(ы)                                                          | Длительность |
| ------------------- | ----------------------------------- | ----------------------------------------------------------------- | ------------ |
| 1.                  | «Days of Wine and Roses»            | Генри Манчини, Джонни Мерсер                                      | 2:53         |
| 2.                  | «I Remember You»                    | Джонни Мерсер, Виктор Шерзингер                                   | 2:36         |
| 3.                  | «My Coloring Book»                  | Фред Эбб, Джон Кандер                                             | 3:32         |
| 4.                  | «Chances Are»                       | Роберт Аллен, Эл Стиллман                                         | 3:00         |
| 5.                  | «Slightly Out Of Tune (Desafinado)» | Джон Хендрикс, Антониу Карлос Жобин, Ньютон Мендонса, Дейв Кавано | 2:06         |
| 6.                  | «The Good Life»                     | Саша Дистель, Джек Рирдон                                         | 2:54         |
| Общая длительность: | Общая длительность:                 | Общая длительность:                                               | 32:54        |

## Чарты
| Чарт (1963)         | Высшая позиция |
| ------------------- | -------------- |
| США (Billboard 200) | 127            |